# Ajuga robusta
Ajuga robusta là một loài thực vật có hoa trong họ Hoa môi. Loài này được Baker mô tả khoa học đầu tiên năm 1884.